# Mutua autogestione
Una Mutua AutoGestione (MAG) è una società cooperativa finanziaria che opera nell'ambito della finanza etica e critica. Le MAG a seconda delle attività che svolgono,  possono essere sottoposte o meno alla vigilanza da parte della Banca d'Italia. Per la loro differenziazione rispetto al sistema bancario tradizionale, sono anche chiamate strumento di obiezione monetaria. L'obiettivo principale è l'inclusione finanziaria di soggetti non bancabili attraverso vari strumenti e servizi.
Si ispirano ai principi enunciati nel Manifesto della Finanza Mutualistica e Solidale redatto nel 2010 a Torino nell'ambito del Coordinamento MAG.ico.

## Storia
La prima MAG in Italia nasce il 22 dicembre 1978 a Verona basandosi su una vecchia legge sul Mutuo Soccorso del 1886 e prende il nome di MAG Verona. Dopo l'esperienza Veronese il 19 novembre 1980 viene fondata anche MAG2, nata all'interno del Centro Attività Sociali di Inzago, in provincia di Milano. 
Dopo un complesso percorso "frutto di processi differenti che hanno visto alcune organizzazioni scomparire (è il caso di Autogest di Udine e di Mag7 di Genova) e altre trasformarsi (Mag3 di Padova, diventata nel 1987 Ctm-Mag e poi Etimos)" oggi le MAG attive (oltre a Verona e Milano, dunque) sono: MAG4 (nata a Torino nel 1987), MAG6 a Reggio Emilia (1988), MAG Venezia (1992), MAG Roma (2005) e MAG Firenze (2013). Nel 2018 diventa operativa la MAG delle Calabrie, il primo operatore a Sud di Roma che si ispira ai principi della Finanza Mutualistica e Solidale. Nel 2020 con l'aiuto di MAG Firenze si costituisce la MicroMAG Altrotirreno operativa nei territori di Pisa, Pistoia, Massa Carrara.
Tutte le MAG rivestono la forma giuridica di cooperativa, le loro attività coprono una gamma molto vasta, e non rientrano in modelli uniformi. Alcune sono disciplinate dall'art. 111 TUB e dai suoi decreti attuativi, altre no, altre ancora si rifanno ad alcune eccezioni previste nei decreti attuativi stessi. 
Nei primi 15 anni di attività (1978-1993) il sistema MAG arrivò a coinvolgere oltre 5.000 soci, finanziare 500 progetti e creare 5.000 posti di lavoro. Nel 2003 raccoglievano risparmi per quasi 9 miioni di euro. La legge 197 del 1991 però, nell'intento di impedire pratiche criminose in campo finanziario, richiese agli operatori del settore il raggiungimento di un miliardo di lire di capitale sociale e con questo decretò la chiusura di alcune di esse ed un forte rallentamento dello sviluppo delle restanti.
A seguito della crisi finanziaria del 2007-08, le MAG stanno attirando l'attenzione delle organizzazioni della società civile che in essa vede uno strumento per realizzare una finanza dal basso realmente partecipata che ponga al centro l'uomo e i suoi bisogni fondamentali. Il Dlgs 13 Agosto del 2010 introducendo modifiche al T.U.B. e prevedendo la disciplina del Microcredito ha imposto alle MAG una serie di riforme del proprio modo di operare e l'adozione di una serie di correttivi previsti dalle nuove normative in particolare dal DM 176/2014. A Venezia il 14 Febbraio 2020 durante il Coordinamento MAG.ico Nazionale è stato proposto di procedere a una riflessione e rivisitazione del manifesto ispiratore, alla luce del cambiamento repentino della società e dell'economia italiana e mondiale. Questo processo ha registrato  una tappa fondamentale il 24 Giugno 2023, nel Coordinamento MAG.ico tenuto in Calabria precisamente tra i borghi di Camini e Riace, dove i rappresentanti delle varie MAG Italiane si sono voluti riunire per discutere e approvare i primi articoli di quello che sarà il nuovo Manifesto.  
Dopo la grave crisi pandemica del 2020, soci attivisti delle MAG e di Banca Etica hanno lanciato un appello perché gli attori italiani della Finanza Etica si coordinino attraverso un tavolo per essere più incisivi nel contrasto all'esclusione finanziaria e l'aumento della povertà in Italia sempre più dilagante. 

## Obiettivi
Una MAG è prima di tutto una società tra persone e si basa sul rapporto fiduciario con i soci e le realtà finanziate. Si occupa di raccogliere il denaro dei soci sotto forma di capitale sociale per finanziare iniziative economiche autogestite offrendo opportunità di finanziamenti etici e solidali, erogando prestiti con tassi d'interesse a condizioni di rientro vantaggiose. Una volta rientrati i fondi vengono subito riutilizzati per nuovi finanziamenti o progetti.
Un importante obiettivo di una MAG è la trasparenza nella gestione interna. Il Consiglio di Amministrazione viene infatti eletto nelle Assemblee dei soci, ogni socio ha diritto al voto e può partecipare sia alle periodiche Assemblee che alle riunioni del Consiglio.
Le MAG operano anche nel campo culturale sponsorizzando e ospitando progetti a carattere socio-culturale a livello territoriale.